# 南方都市报案
南方都市报案，简称南都案或南都事件，是指2004年《南方都市报》编辑程益中、总经理兼副主编喻华峰、南方日报报业集团社委李民英被以贪污、行贿、受贿、私分国有资产等罪名逮捕及判刑，由于普遍怀疑是由于南方都市报关于孙志刚案和SARS事件报道而引起当时张德江领导的地方政府的报复、以及司法裁定中的巨大争议而广为关注。

## 涉案人员
- 程益中：《南方都市报》前总编（被捕前爲《新京报》总编）、广州市东山区人大代表。
- 喻华峰：《南方都市报》原副主编兼总经理。
- 李民英：《南方日报》报业集团原社委、调研员。
- 邓海燕：原《南方都市报》计财室主任，《南方日报》报业集团物资采购中心副主任。
- 陈明强 福建知名艺人

## 案件记录
- 2003年3月，孙志刚事件
- 2003年6月20日，收容遣送制度被国务院废止
- 2003年7月，广州市检察院以涉嫌受贿的名义将南方都市报总经理喻华峰带走，在没查出任何经济问题的情况下，对喻华峰实行监视居住。南方都市报负责人、广州市东山区人大代表程益中也被带走。
- 2003年11月，南方都市报首报“非典再现广州”，事后，南都值班的社委方三文遭到撤职降级处分，撰文记者曾文琼也被要求调离岗位。
- 2004年1月6日

- 广州市税务部门在广州市公安局人员的带领下，进入南方都市报九楼财务室，在没有履行任何手续情况下，搜走全部账目。
- 广州市检察院办案人员分批分期对南方都市报领导班子成员以及南方日报集团社委等十多人进行非公开的抓捕，包括程益中、邓海燕，使得南方都市报正常出报程序近乎瘫痪。

- 2004年1月20日，邓海燕被广州市检察院逮捕。
- 2004年3月4日，广州市东山区人民法院206号法庭开庭审理了喻华峰贪污、行贿案，喻华峰在法庭上否认自己贪污行贿。
- 2004年3月5日，广州市东山区人民法院206号法庭审理李民英因涉嫌收受喻华峰97万元贿赂。李民英的辩护律师否认贿赂成立。
- 2004年3月9日，程益中被迫辞去《新京报》总编职务。
- 2004年3月17日，广州市人民检察院以程益中涉嫌经济犯罪问题名义立案侦查；
- 2004年3月19日

- 东山区人民法院认定，被告人喻华峰犯贪污罪，判处其有期徒刑10年6个月，并处没收财产5万元；犯行贿罪，判处其有期徒刑2年；决定执行有期徒刑12年，并处没收财产5万元；其犯罪所得赃款10万元予以追缴，返还南方都市报。被告人李民英犯受贿罪，判处其有期徒刑11年，并处没收财产10万元；其违法所得的97万元予以没收，上缴国库。被告人喻华峰和李民英提出上诉。
- 程益中遭刑事拘捕，拘捕罪名为涉嫌“贪污”和“私分国有资产”。

- 2004年3月20日，正在四川开会的程益中被广东警方控制。
- 2004年4月1日，正式对程益中实施逮捕。
- 2004年6月15日上午广州市中级人民法院对喻华峰贪污、行贿一案，李民英受贿一案进行二审宣判。法院稱，「东山区法院原判决事实清楚，证据确实，定罪准确，审判程序合法，惟量刑偏重」。喻华峰的判决由一审宣判的执行12年有期徒刑改为8年，李民英的判决由一审宣判的11年有期徒刑改为6年[3][4]。
- 2004年8月5日下午，邓海燕从广州市第一看守所获释，被关押了共七个月。获释原因是因犯罪证据不足，东山区检察院做出了不起诉决定。
- 2004年8月27日，广州东山区检察院因证据不足做出不起诉决定，程益中当日获得释放。程的法律代表张星水指，由于一位“高层官员”的干预，检察机关以证据不足理由释放了程益中。[5]
- 2005年4月，联合国教科文组织授予程益中年度“世界新闻自由奖”。[6]香港《南华早报》援引没有透露姓名的消息来源说，程益中得到命令，不得出境参加5月在塞内加尔的达喀尔举行的颁奖仪式。
- 2007年2月13日，李民英提前获释。法新社引述广州番禺监狱有关人员的话说，李民英提前获释是因为他“在狱中表现良好”。[7]
- 2008年2月8日，喻华峰提前获释出狱[8]。至此，所有与此案有关4人已全部获释。总部在巴黎的新闻自由监督机构无国界记者组织表示欢迎。

## 各界看法及反应
- 2004年3月21日

- 侯文卓、许志永、张星水、万延海、李健、赵岩、王小山等人举办 “喻华峰案情况介绍会”。
- 孙志刚案报道记者陈峰发出“致广州市领导人的公开信”， 陈峰在信中表示：“我谨以个人的名义，再次强烈呼吁广州市各有关方面领导人，对于喻华峰和程益中两位先生的案件，正确发挥你们的影响力，尽快用实际行动解除公民的疑虑，澄清外界传言，以正国内外视听。我同时也呼吁广东省委、省政府，以执政党‘三个代表’思想爲指标，以高度的政治智慧，确保程益中和喻华峰两位新闻从业人士 ，能得到公开、公正、公平的对待。”据杨锦麟后来说，陈开枝等挺身而出，仗义执言。

- 2004年3月29日 《中国经济时报》首席记者王克勤、原公民维权网站长李健等51名大陆媒体界人士，联名发出签名呼吁书《关于南方都市报问题的呼吁书》。
- 2004年4月7日 由北京天则经济研究所、北京阳光宪道社会科学研究中心、中评网主办，张思之、江平、贺卫方、李楯、沈岿、柯荣柱、萧瀚、浦志强、许志永、余晖、赵农、茅于轼、盛洪、陈兴良、曲新久、储槐植、樊崇义、梁根林、杨支柱等人，在北京真觉寺举办“公共财产与激励机制──南方都市报案学术研讨会”[10]。
- 2004年4月10日，李健、沈皓波、尹丽川等知识界发起声势浩大的第二波签名，一直持续到5月份共有600多位各界人士签名[11]

大多数中国大陆的法学专家认为三人的贪污、挪用公款罪名都无法成立。海外媒体则普遍认为是广州市委高层为报复该报在SARS事件期间的报道和率先曝光孙志刚案而通过司法途径来迫害三人。大陆学界、新闻界为此首次发起连署声援活动。
- 2004年4月11日，许医农、肖雪慧、许志永、何永勤、范亚峰等30多人以普通公民的名义发出《关于〈南方都市报〉案致中央政府和社会各界的呼吁书》[13]